# 尤比利尼體育中心

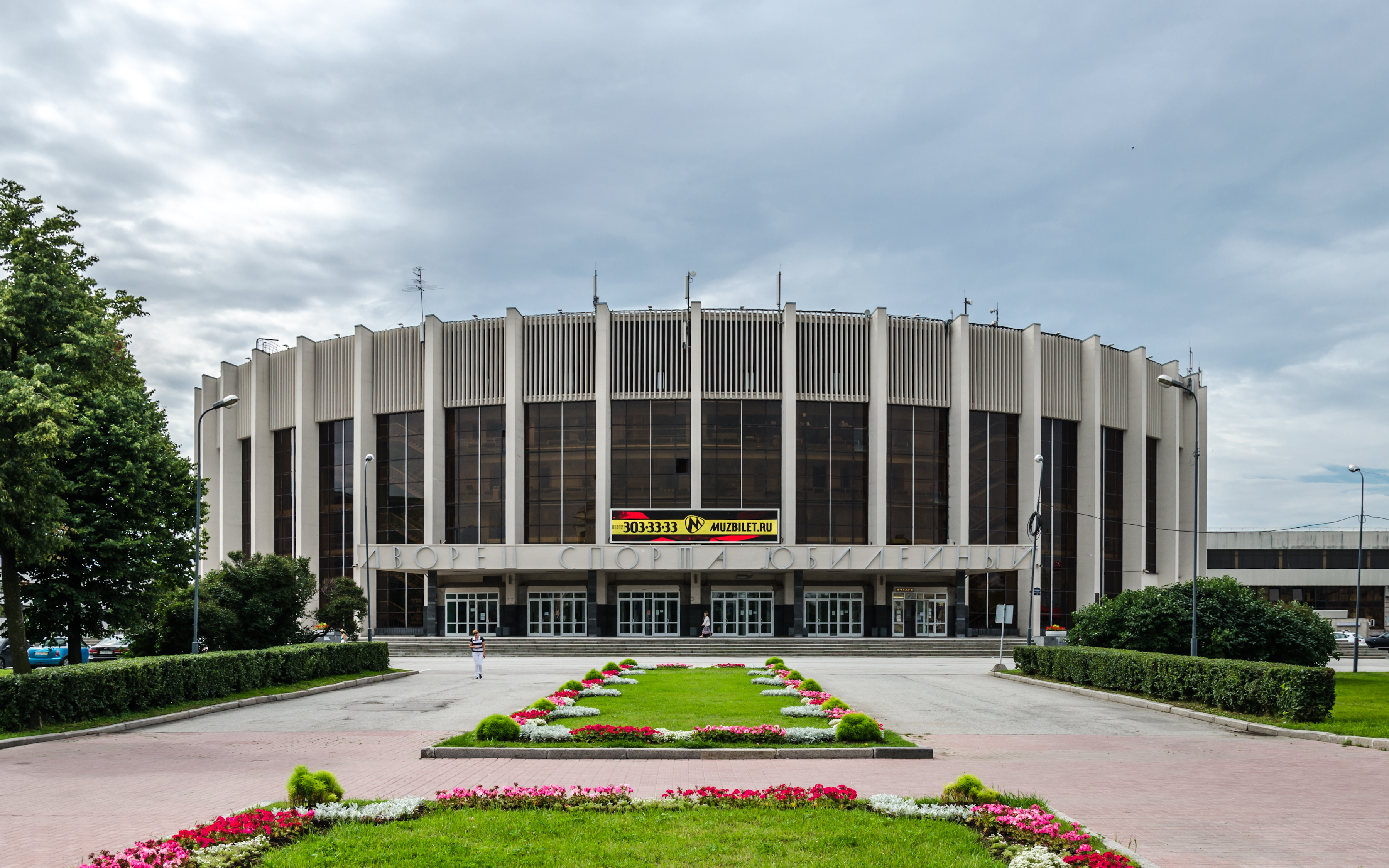
尤比利尼體育中心

尤比利尼體育中心（俄语：Спортивный комплекс "Юбилейный)），是俄羅斯聖彼得堡的一座體育館，也可用來舉辦演唱會等活動。尤比利尼體育中心可以容納超過7000人觀眾，主要舉辦冰球和籃球比賽。

## 外部連結
- Official website （页面存档备份，存于） （俄文）
- Petersburgcity.com （页面存档备份，存于）
- Some information on its history （俄文）
- Picture of the interior of the arena, when configured for basketball （页面存档备份，存于）
- Picture of the Palace, about halfway down the page （页面存档备份，存于）